# Deportatie

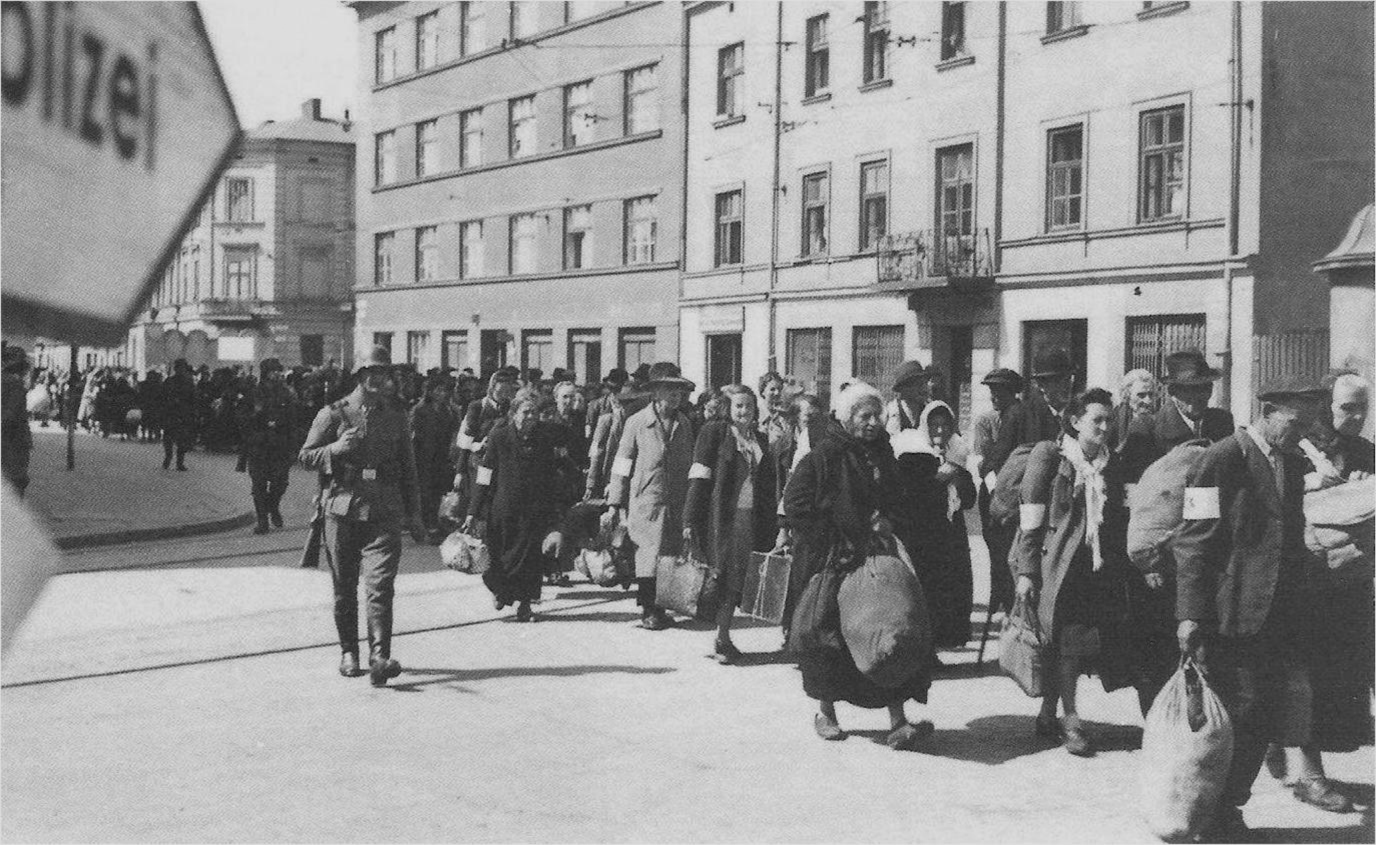
Deportatie van Joden vanuit het getto van Krakau naar vernietigingskampen

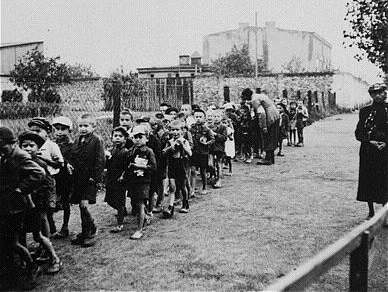
Kinderen worden gedeporteerd uit het getto van Łódź naar het vernietigingskamp Chełmno

Gevangenen worden gedeporteerd naar Siberië

Een deportatie is een gedwongen verplaatsing van mensen. Het begrip is echter niet eenduidig. Vaak wordt het begrip gebruikt voor de verplaatsing onder dwang van grote groepen mensen naar werk- of concentratiekampen, zoals in nazi-Duitsland en in de Sovjet-Unie onder Jozef Stalin.

## Verscheidenheid in betekenis
Vrijwel alle landen kennen in het rechtssysteem voorzieningen om buitenlanders, ook die welke al langere tijd in het land woonachtig zijn, te deporteren wanneer deze bepaalde overtredingen begaan (doorgaans overtredingen van de immigratiewetten, met een politiek karakter of verstoringen van de openbare orde). Historisch gezien heeft het woord deportatie echter een nogal negatieve lading gekregen en wordt het vooral nog geassocieerd met het op politieke gronden afvoeren van grote groepen mensen door dictatoriale regimes. Daarom wordt het woord eigenlijk alleen nog gebruikt in die context, in andere omstandigheden wordt het minder beladen uitzetting gebruikt.

## Praktijk

### Nederland
In de jaren 30 werden veel in Nederland woonachtige, door de overheid 'overtollig' beschouwde Chinezen 'teruggezonden' (vaak waren ze overigens via het Verenigd Koninkrijk naar Nederland gekomen) naar het Verre Oosten. Het vervoer gebeurde per schip in de open lucht om geld te besparen. Ook zieke en oude mensen werden uit zieken- en bejaardenhuizen gehaald en uitgezet. Alleen ernstig zieken werden vrijgesteld, daar men bang was dat onderweg mensen zouden overlijden, wat tot extra administratieve rompslomp zou kunnen leiden.
Na de Tweede Wereldoorlog werden in Nederland woonachtige Duitsers, waaronder ook staatloze Joden die voorafgaand aan de oorlog als vluchteling naar Nederland waren gekomen, door de overheid onteigend en naar Duitsland gedeporteerd. Een onbekend aantal van hen heeft deze Operatie Black Tulip niet overleefd of is tot op heden vermist.

### Nazi-Duitsland
In de Tweede Wereldoorlog voerde nazi-Duitsland massale deportaties uit. Er gingen vele transporttreinen naar de concentratiekampen. In die treinen zaten onder meer Joden, homoseksuelen, zigeuners en (geestelijk) gehandicapten.

### Sovjet-Unie
In de Sovjet-Unie zijn er onder het bewind van Stalin veel mensen gedeporteerd. Eerst waren het vooral kozakken, maar later werden ook mensen die het niet met de officiële doctrine eens waren (of die daarvan verdacht werden) naar de goelags gedeporteerd. Dit waren veelal boeren die het niet eens waren met de gedwongen collectivisatie van de landbouw, of boeren die niet in de gemeenschappelijke boerderijen (de zogenaamde kolchozen) wilden werken. Ze werden als koelakken betiteld en naar werkkampen verbannen. Ook politiek andersdenkenden werden naar de kampen verbannen.
In 1944 tot 1957 werden Tsjetsjenen en Ingoesjen gedeporteerd door Stalin.

### Rusland
Tijdens de Russische invasie van Oekraïne (vanaf 2022) maakte Rusland zich schuldig aan grootschalige deportatie van kinderen uit  Oekraïne naar Rusland. Op 17 maart 2023 vaardigde het Internationaal Strafhof (ICC) een arrestatiebevel uit tegen president Poetin. Het ICC houdt Poetin verantwoordelijk voor de deportatie van kinderen uit bezette gebieden in Oekraïne.